# Сюльский, Семён Семёнович
Семён Семёнович Сюльский (Сюльскай, Алексеев) (1908—1952) — советский партийный и государственный деятель.

## Биография
Родился в 1908 году в Сюльском наслеге Нюрбинского улуса Якутской области.
В 1925 году вступил в комсомол. В 1928 году работал председателем Вилюйского окружного бюро юных пионеров и одновременно преподавал в школе. В этом же году вступил в ВКП(б)/КПСС.
В 1933 году, после окончания историко-философского отделения Ленинградского педагогического института имени А. И. Герцена (ныне Российский государственный педагогический университет имени А. И. Герцена), Семён Сюльский был назначен директором Якутского педагогического рабфака, затем некоторое время работал на руководящей партийной работе в Якутском областном комитете ВКП(б).
С 1936 по 1938 год работал заведующим учебной частью, затем — директором Якутского педагогического техникума и позже — заместителем исполняющего обязанности народного комиссара просвещения Якутской АССР. С 1941 по 1944 год он работал начальником управления по делам искусств при Совете Народных Комиссаров Якутской АССР, затем учился в Москве в Высшей партийной школе при ЦК ВКП(б). С 1946 по 1950 год являлся министром просвещения Якутской АССР.
В 1950 году С. С. Сюльский перешёл на работу в Якутский государственный пединститут (ныне Северо-Восточный федеральный университет имени М. К. Аммосова), где работал старшим преподавателем на кафедре педагогики. Одновременно работал в областной партийной школе и вечернем университете марксизма-ленинизма.
Избирался депутатом Верховного Совета Якутской АССР, был награждён орденом «Знак Почета» и медалью «За доблестный труд в Великой Отечественной войне 1941—1945 гг.»
Был убит в Якутске в 1952 году. Убийцы найдены не были. Инна Феоктистова в своей книге «Нам не дано предугадать» писала:

«Семен Сюльский был ярким политиком, неординарной личностью и очень известным человеком. Педагог, нарком просвещения, министр образования ЯАССР Семен Сюльский сыграл заметную роль в развитии образования и культуры родной республики. Его жизнь — часть истории якутского народа. Убит в мае 1952 года — в возрасте 44 лет. Мотивы и истинные убийцы не были установлены. Уголовное дело осталось не раскрытым».

Была женат на первой якутской балерине Аксении Посельской; дочь — Наталья Посельская также стала балериной.

## Память
- В Якутске Одна из улиц города названа именем С. С. Сюльского[1].
- В селе Сюля Нюрбинского улуса запланировано открытие музея имени Семена Сюльского.